# シンボリ牧場
シンボリ牧場（シンボリぼくじょう、正式名称・シンボリ牧場有限会社）は、千葉県成田市にある競走馬の生産牧場及び馬主（オーナーブリーダー）である。
馬主としてはシンボリ牧場名義で登録しており、勝負服は緑・白襷・袖赤一本輪。冠名には「シンボリ」を用いるが、牝馬にはかつては基礎繁殖牝馬の一頭、Sweet Sixteen（日本での登録名：スヰート）にちなんだ「スイート」の冠名を使用していた。「シンボリ」の英語スペルは、「シンボル」とも引っ掛けた「symboli」である。

シンボリ牧場の勝負服

## 歴史

シンボリ牧場の礎を築いた種牡馬パーソロンの像

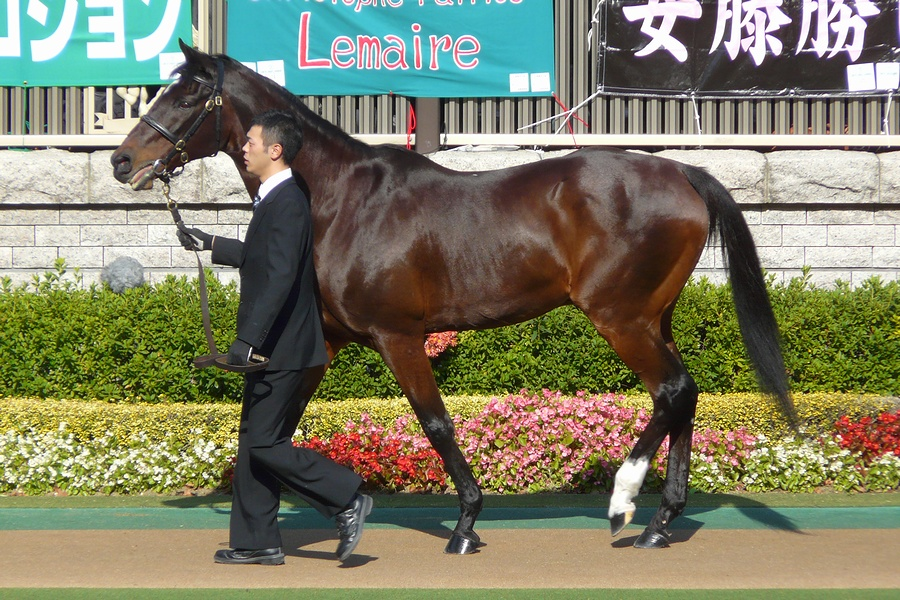
シンボリルドルフ

1921年、初代の和田孝一郎が千葉県に前身となる「新堀牧場」を開場。新堀命名の由来は以下諸説がある。
- 佐倉牧に享保期以降に築かれた野馬土手が新堀と呼ばれたため、成田市駒井野のほか旧本大須賀村に当る成田市吉岡等にも字新堀が点在する[1]。したがって、どの新堀に因むかは明確ではないが、開設地近くの新堀が牧場名の由来になった説。
- 孝一郎が生まれ育った島根県安濃郡川合村大字川合[2]の数キロメートル南にもバス停「新堀」が存在し、その出身地名に因む説。

1935年に香取郡本大須賀村（昭栄村→大栄町→現: 成田市）新堀牧場名義でサラブレッドの生産開始。1940年の第2回 桜花賞（当時の競走名は中山四歳牝馬特別）にて、牝馬のタイレイで初のクラシック制覇。
二代目を継いだ子息・共弘の時代では、現行の「シンボリ牧場」として生産規模も拡大。特に競走馬スピードシンボリや、種牡馬パーソロンのブリーダーとして成功し、同産駒の七冠馬シンボリルドルフといった著名な競走馬を輩出した。

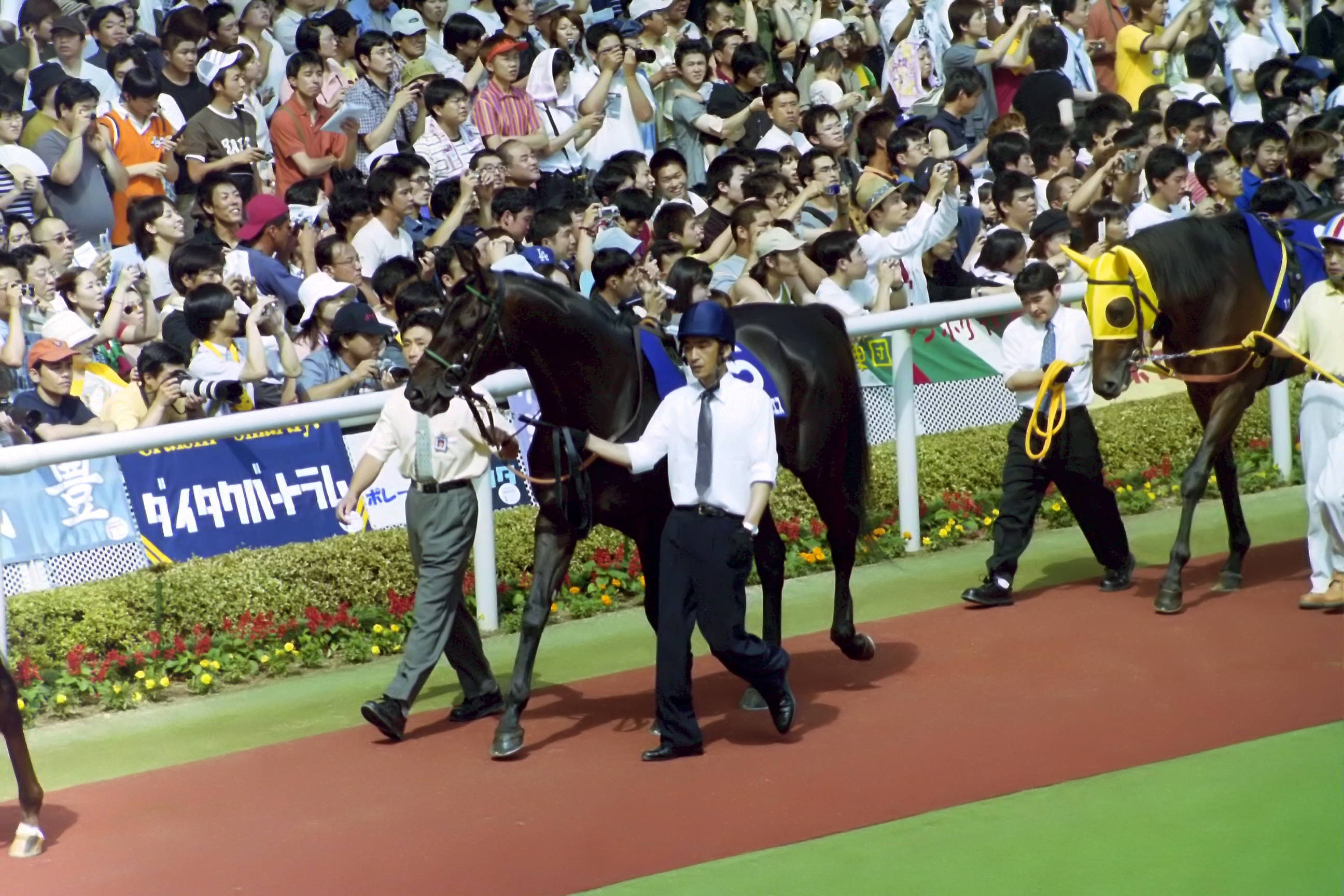
シンボリクリスエス（中央）

1994年にオーナー和田共弘が亡くなると、息子・孝弘が三代目の代表に就任。2000年代前半に年度代表馬シンボリクリスエスを輩出し、シンボリルドルフ以来の大きな足跡を刻む。
2019年、オーナー和田孝弘が死去。長男・吉弘が四代目の代表に就任した。

## 代表者
1. 和田 孝一郎（わだ こういちろう）
2. 和田 共弘（わだ ともひろ）- 1922年8月1日生。昭和期を代表する競走馬生産者の一人として知られる。1994年4月29日に死去。71歳没。
3. 和田 孝弘（わだ たかひろ）- 2019年4月25日に死去。66歳没。
4. 和田 吉弘 （わだ よしひろ）- 現代表。

以上の4人のうち、吉弘以外は日本中央競馬会（JRA）に登録されている馬主であった。勝負服はいずれも緑・白襷。

## 本場以外の施設・関連会社
- 岩手シンボリ牧場（岩手県九戸郡洋野町・北緯40度24分34.4秒 東経141度40分26.8秒）
- シンボリスタリオンステーション（北海道沙流郡日高町）
- 日高シンボリ牧場（北海道沙流郡日高町・北緯42度30分4.2秒 東経142度2分44.9秒）

## 主な生産馬

### 千葉県産
- タイレイ（桜花賞）
- ハククラマ（菊花賞）
- サクラショウリ（東京優駿）
- シンボリフレンド（京王杯スプリングハンデキャップ）
- カーネルシンボリ（目黒記念（春）、弥生賞など）
- ハーバーゲイム（安田記念）

### 日高町産
- アイルトンシンボリ（ステイヤーズステークス2回）
- ジャムシード（リュテス賞2着・仏G3、ダイヤモンドステークス2着）
- ジュネーブシンボリ（アルゼンチン共和国杯3着）
- シリウスシンボリ（東京優駿）
- シンボリエスケープ（京王杯スプリングカップ2着）
- シンボリルドルフ（皐月賞、東京優駿、菊花賞、天皇賞（春）、ジャパンカップ、有馬記念2回、顕彰馬）
- スイートローザンヌ（桜花賞4着）
- マティリアル（スプリングステークス、京王杯オータムハンデキャップ）
- ミスタールドルフ（ダービーグランプリ、白山大賞典、北國王冠、北日本新聞杯）
- ツルマルツヨシ（朝日チャレンジカップ、京都大賞典）
- ハードクリスタル（東海ステークス、ブリーダーズゴールドカップ）
- シゲルドントイケ（マーガレットステークス）
- ラインブラッド（マーガレットステークス）
- バンガロール（新潟2歳ステークス3着）
- スイートサルサ（福島牝馬ステークス）
- カンムル（2017年雲取賞、戸塚記念、埼玉新聞栄冠賞）
- フレッチャビアンカ（2020年スプリングカップ、東北優駿、不来方賞、ダービーグランプリ、2021年東京記念、2022年金盃）
- リーチ[注 2]（2020年イノセントカップ、鎌倉記念、2024年ゴールドスプリント）
- クロールキック（2021年寒菊賞）
- リバーラ（2022年ファンタジーステークス）[8]

### 新冠町産
旧日高シンボリ牧場名義
- スピードシンボリ（天皇賞（春）、宝塚記念、有馬記念2回）
- メジロアサマ（安田記念、天皇賞（秋））

### 新ひだか町産
- スイートミトゥーナ（クイーンカップ）
- シンボリクリエンス（中山大障害）
- シンボリモントルー（中山大障害）
- シンボリバッハ（サマーカップ）

### 岩手県産
- スイートネイティブ（安田記念）

### 外国産
Takahiro Wada,T.WadaまたはSymboli Stud名義
- シンボリグラン（CBC賞）
- シンボリクリスエス（天皇賞（秋）2回、有馬記念2回）
- シンボリインディ（NHKマイルカップ）
- スイートオーキッド（クリスタルカップ）
- クロカミ（京王杯オータムハンデキャップ、府中牝馬ステークス）
- シンボリフェザード（札幌日経オープン）

## 主な所有馬
- アイルトンシンボリ
- シンボリインディ
- シンボリグラン
- シンボリクリエンス
- シンボリクリスエス
- シンボリフレンド
- シンボリモントルー
- シンボリルドルフ
- スイートオーキッド
- プレストシンボリ（ラジオたんぱ賞）
- スイートサルサ[9]

### 和田孝一郎名義
- タイレイ（桜花賞）

## 主な繋養馬

### 繁殖牝馬
- スイートサルサ
- スイレン（フェラーリピサの半妹）

#### 過去に繋養されていた繁殖牝馬
- スウヰイスー
- スヰート（1969年12月28日死亡）
- スイートフランス（1991年4月死亡）
スイートネイティブの母。
- スイートルナ（1982年10月24日死亡）
シンボリルドルフの母。
- スイートオーキッド
- ゲーリックチューン（2014年8月12日用途変更）
シンボリインディの母。

### 過去に繋養されていた種牡馬
北海道・門別町富川のシンボリスタリオンステーションに繋養されていた主な種牡馬。
- ライジングライト
- パーソロン（1963 - 1985年）
- スピードシンボリ（1971 - 1989年）
- カーネルシンボリ（1978 - 1988年）
- ボールドシンボリ
- モガミ（1980 - 2004年）
- エンペリー（1984 - 1995年、引退）
- シンボリルドルフ（1987年 - 2010年、2010年以降は千葉シンボリ牧場に移動）
- ダンスホール（1990年 - 2004年9月24日死亡）
- リーチ（不明 - 2000年9月1日用途変更）
- アイルトンシンボリ（1996年 - 2004年3月転売不明）
- シンボリスウォード（2001年 - 2007年8月3日転売不明）

### 功労馬
- シンボリクリスエス（2019年 - 2020年）